# Ousseynou Cissé
Ousseynou Cissé (Suresnes, 7 de abril de 1991) es un futbolista maliense que juega en la demarcación de centrocampista para el UF Mâconnais del Championnat National 3.
Es internacional absoluto con la selección de Malí desde el año 2015.

## Biografía
Empezó a formarse como futbolista en el Jouy-le-Moutier y en el Paris Saint-Germain FC. En 2008 fichó por la cantera del Amiens SC, y finalmente, en 2009 hizo su debut en el Championnat National. El 5 de agosto de 2011, ya en la Ligue 2 hizo su debut profesional contra el Stade de Reims que acabó con derrota por 0-1. Tras quedar en última posición en liga y descender de categoría, se fue traspasado al Dijon FCO el 19 de julio de 2012 para jugar en la Ligue 2. El 7 de marzo de 2014 marcó su primer gol en un partido contra el AJ Auxerre que finalizó con empate a dos. El 4 de julio de 2015 Cissé fue traspasdo al Rayo Vallecano tras firmar un contrato por tres años. El 3 de enero de 2016 se fue en calidad de cedido al Waasland-Beveren, y finalmente, en el mercado de verano de 2016 se marchó gratis al Tours FC.
En 2017 se marchó a Inglaterra para jugar con el Milton Keynes Dons F. C. Tras dos temporadas, en 2019 se marchó al Gillingham F. C., que en enero de 2020 lo cedió al Leyton Orient F. C. y en junio le comunicó que abandonaba el club a final de mes. El 16 de julio el Leyton Orient comunicó su regreso tras firmar por dos temporadas. En agosto de 2021 se incorporó al Oldham Athletic A. F. C. Allí estuvo una campaña y en junio de 2022 se unió al Eastleigh F. C.

## Selección nacional
Hizo su debut con la selección de fútbol de Malí gracias al entrenador Alain Giresse, el 6 de junio de 2015 contra Malí en un partido amistoso que finalizó con empate a dos. También fue convocado para disputar la clasificación para la Copa Africana de Naciones de 2017, jugando el primer partido contra Sudán del Sur.

## Clubes
| Club                      | País       | Año       | Partidos | Goles |
| ------------------------- | ---------- | --------- | -------- | ----- |
| Amiens S. C.              | Francia    | 2009-2012 | 36       | 0     |
| Dijon F. C. O.            | Francia    | 2012-2015 | 95       | 5     |
| Rayo Vallecano            | España     | 2015-2016 | 0        | 0     |
| Waasland-Beveren (cedido) | Bélgica    | 2016      | 12       | 1     |
| Tours F. C.               | Francia    | 2016-2017 | 26       | 1     |
| Milton Keynes Dons F. C.  | Inglaterra | 2017-2019 | 68       | 3     |
| Gillingham F. C.          | Inglaterra | 2019-2020 | 5        | 1     |
| Leyton Orient F. C.       | Inglaterra | 2020-2021 | 54       | 2     |
| Oldham Athletic A. F. C.  | Inglaterra | 2021-2022 | 11       | 0     |
| Eastleigh F. C.           | Inglaterra | 2022-2023 | 42       | 3     |
| Ebbsfleet United F. C.    | Inglaterra | 2023-2024 | 26       | 2     |
| UF Mâconnais              | Francia    | 2024-     | 9        | 1     |